# Paraorecchie
Con il termine paraorecchie o paraorecchi si intendono dei copricapi (in genere costituiti da una sorta di cuffie o da prolungamenti del berretto o di un elmo) utilizzati per difendere le orecchie, in genere dal freddo o dai rumori. Nella concezione moderna del termine, si fa in riferimento per lo più ai paraorecchie termici (sorta di cuffie imbottite usate per proteggere le orecchie dal freddo) e ai paraorecchie acustici (sorta di cuffie per proteggere le orecchie dai rumori); un particolare tipo di paraorecchie vengono usati anche nello sport, in particolare nel rugby.

## I paraorecchie termici

Persone che indossano paraorecchie termici

### Storia
L'invenzione dei paraorecchie termici risale al 1873 e si deve a un quindicenne di Farmington (Maine), Chester Greenwood.
Greenwood, mentre stava provando un paio di pattini, pensò ad un modo per proteggere le proprie orecchie dal freddo.
Greenwood, che chiamò la propria invenzione The Greenwood champion ear protector, ideò un copricapo il cui esterno era costituito da velluto e pelliccia di castoro. La famiglia del ragazzo fu entusiasta dell'invenzione, mentre lui non sembreava essere completamente soddisfatto.
L'invenzione fu brevettata il 13 marzo 1877, quando Greenwood era già maggiorenne.
Greenwood creò così una fabbrica che già nel 1883 produceva 30.000 paraorecchie e nel 1936 400.000.
Nel 1977, il 21 dicembre fu dichiarato dallo Stato del Maine il Chester Greenwood Day.

## I paraorecchie acustici

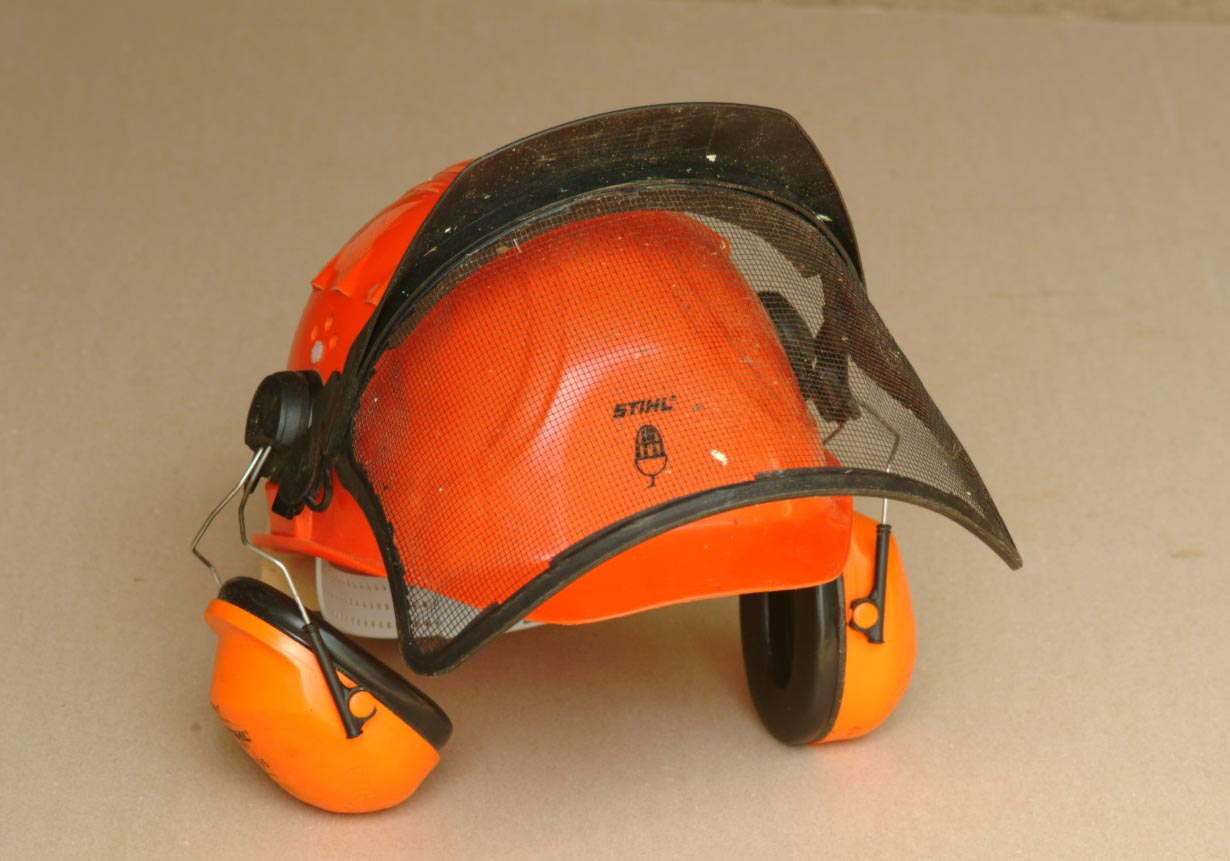
Paraorecchie acustici

### Caratteristiche
I paraorecchi acustici si presentano come un oggetto simile a delle cuffie-stereo. A differenza di queste ultime, presentano però un rivestimento nella parte interna costituito da un materiale che attutisce il rumore.

## Efficacia delle paraorecchie acustici
La riduzione del rumore può variare notevolmente e può essere prossima allo zero.
Studi scientifici hanno dimostrato che le cuffie acustiche riducono il rischio di danni all'udito, ma di poco.
Gli esperti consigliano di verificare l'attenuazione del rumore per ogni lavoratore.

Misurazione dell'attenuazione del rumore (fit test) in una fabbrica (Australia, 2021).

## I paraorecchie nello sport
Nel rugby i paraorecchie assumono la forma di un caschetto protettivo.